# Yue-Kong Pao

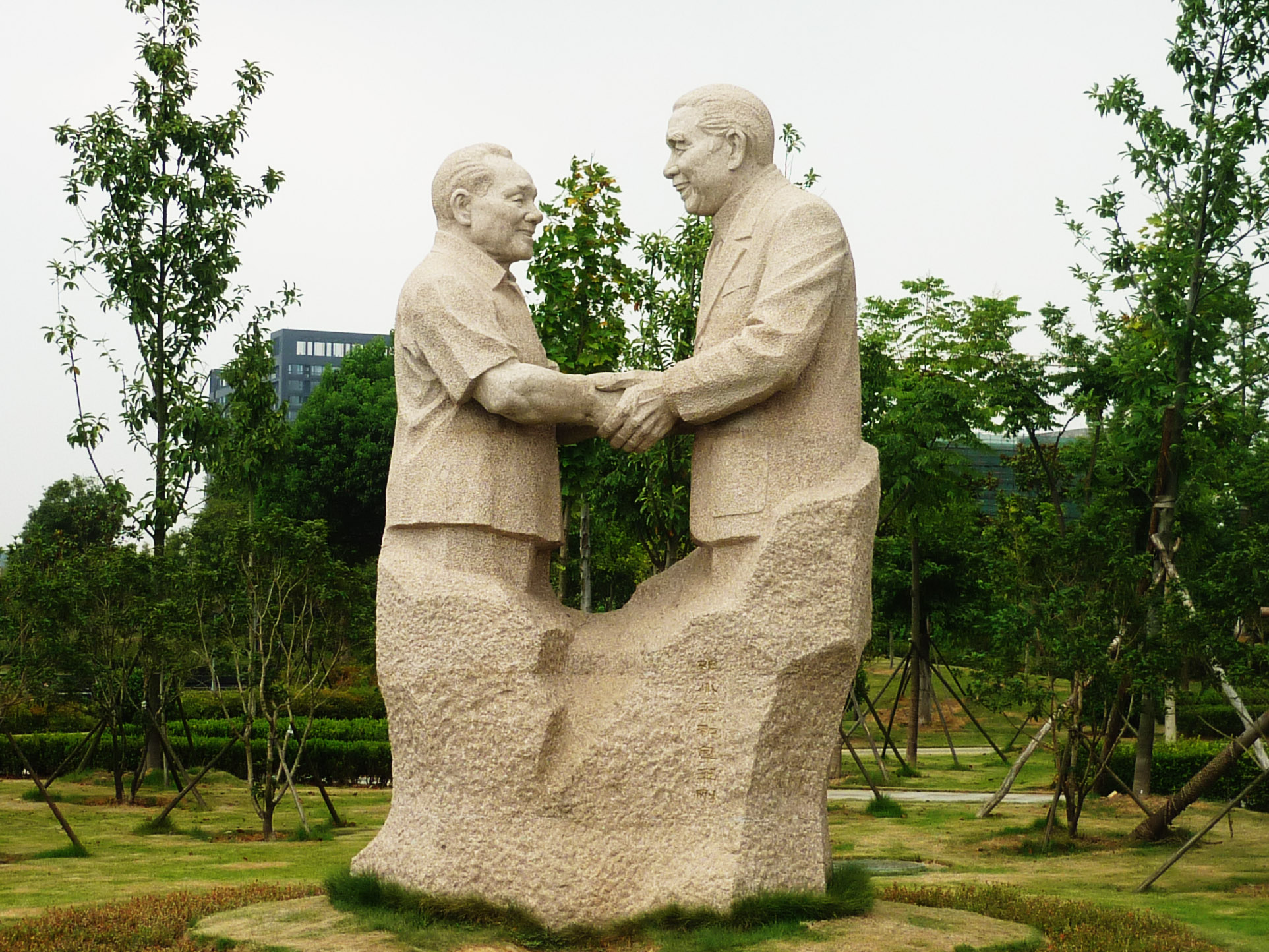
Deng Xiaoping trifft Y.K. Pao, Skulptur in Ningbo

Sir Yue-Kong Pao (meist Y.K. Pao, auch Bao Yugang, chinesisch 包玉剛 / 包玉刚, Pinyin Bāo Yùgāng, * 10. November 1918 in Ningbo; † 23. September 1991 in Hongkong) war ein chinesischer Magnat und Gründer des Unternehmens Worldwide Shipping Group, heute BW Group. Er gehörte zu den bedeutendsten Unternehmern der Kronkolonie Hongkong.

## Leben

### Herkunft
Pao wurde als Sohn einer einflussreichen Familie geboren. Er selbst zählte sich zur 29. Generation der Nachkommen von Bao Zheng, einem bedeutenden Beamten der Nördlichen Song-Dynastie. Seine Ausbildung erhielt er in Hankou, wo sein Vater eine Schuhfabrik besaß. Im Alter von 20 Jahren heiratete er eine junge Frau aus seiner Heimatstadt Ningbo, die ebenfalls den gehobenen Schichten angehörte. Obwohl es eine von den Eltern arrangierte Ehe war, bestand diese Ehe bis zu seinem Lebensende. Er entschied sich gegen eine mögliche Mitarbeit im Unternehmen seines Vaters.

### Werdegang
Im Jahre 1938, als der japanische Angriff auf China in vollem Gange war, begab Pao sich zurück nach an die Ostküste des Landes. In Shanghai fand er zunächst Anstellung bei einem großen Trust. Später wechselte er in eine Bank, wo er schnell in der Hierarchie aufstieg. Nach Kriegsende wurde er mit der Gründung einer städtischen Bank beauftragt, deren stellvertretender Generaldirektor er später war.
Nach der Ausrufung der Volksrepublik China zogen Pao und seine Familie nach Hongkong, wobei sie den größten Teil ihres Vermögens mitnehmen konnten. Aufgrund der politischen Unsicherheit Hongkongs vermied Pao, Geld in Anlagevermögen zu investieren und gründete mit zwei Partnern ein kleines Handelsunternehmen. Paos Import- und Exportgeschäft florierte, nicht zuletzt aufgrund eines Handelsembargos, das aufgrund Chinas Intervention im Koreakrieg verhängt worden war. Pao unterlief mit seiner Firma namens New United Company das Embargo und expandierte in neue Geschäftsfelder wie den Handel mit Chemikalien und Metallen. Dabei gelang es ihm, die Bewegungen gegen Kapitalisten, Bürokraten und Grundherren in der jungen Volksrepublik zu überstehen.
Dank seiner guten Beziehungen zu Bankmanagern wie John Saunder und Guy Sayer von der Hong Kong and Shanghai Bank hatte Pao Zugang zu Kapital, um das weitere Wachstum seiner Geschäfte zu finanzieren. Im Jahre 1955 entschied sich Pao, in die Reederei zu investieren. Sein erstes Schiff musste Pao, dessen Firma noch als wenig vertrauenswürdig galt, selbst finanzieren. Weitere Schiffkäufe wurden durch die Hong Kong and Shanghai Bank finanziert, so dass sein Unternehmen vom stark wachsenden Transportbedarf des schnell wachsenden japanischen Marktes profitieren konnte. Im Jahre 1980 hatte Pao die größte Flotte von Handelsschiffen und fand international Anerkennung. Möglich war dies durch seine Philosophie, sein Personal umfangreich zu schulen, nur mit zahlungskräftigen Kunden zu arbeiten und langfristige Charterverträge abzuschließen, wobei die Kunden für den Unterhalt und den Betrieb des verantwortlich wurden. Pao wurde in die Geschäftsführung der Hong Kong and Shanghai Bank berufen, wurde im Jahre 1975 einen Ehrendoktortitel der Hong Kong University geehrt und sprach an der Harvard Business School. Im Jahre 1978 wurde er zum Knight Bachelor ernannt. Pao gehörte auch zu jenen Unternehmern, von denen Deng Xiaoping sich zu Fragen der Förderung des Unternehmertums und des Umganges mit der Kronkolonie Hongkong und seinen Bewohnern beraten ließ.
Ab den 1970er Jahren begann eine Konsolidierungsphase im Reedereigeschäft. Pao diversifizierte seine Unternehmungen deshalb. Er erwarb eine Beteiligung von 10 % an der Hong Kong and Kowloon Wharf and Godown Co. Ltd, die er später bis auf 49 % erhöhte. Im Jahre 1985 erwarb er Wheelock Marden, so dass er zahlreiche Hotel-, Büro- und Einzelhandelsimmobilien kontrollierte.
In den späten 1980er Jahren zog sich Pao aus den operativen Tätigkeiten seiner Unternehmen zurück und trat von seinen zahlreichen Aufsichtsratspositionen zurück. Danach widmete er sich der Philanthropie.